# Gerardo Bruni
Gerardo Bruni (Cascia, 30 giugno 1896 – Roma, 10 dicembre 1975) è stato un bibliotecario e politico italiano.
Fu l'unico rappresentante del Partito Cristiano Sociale nell'Assemblea Costituente.

## Biografia
Partecipò alla prima guerra mondiale e venne ferito, ricevendo una medaglia di bronzo al valore militare.
Durante la Resistenza dà vita al Movimento Cristiano Sociale; dopo la guerra partecipa ai primi incontri di fondazione della Democrazia Cristiana, dissociandosene poco dopo e fondando il Partito Cristiano Sociale, avendo al contempo rifiutato di aderire alla Sinistra Cristiana di Franco Rodano.
Nel marzo 1953 fu tra i dirigenti del Gruppo Socialisti Cristiani che aderirono all'Unione Socialista Indipendente di Aldo Cucchi e Valdo Magnani.
Dopo l'esperienza politica insegnò dapprima storia e filosofia nel licei, per poi insegnare Storia della filosofia medievale e Storia delle dottrine politiche all'Università di Roma. Ha anche insegnato alla Scuola vaticana di biblioteconomia.